# Економско-трговинска школа Пожаревац
Економско-трговинска школа Пожаревац је средња школа основана августа 1850. године. Налази се у улици Јована Шербановића број 6 у Пожаревцу. Представља другоосновану образовну институцију ове врсте у Србији. Током свог постојања мењала је називе под којима је радила и зграде у којима је радила, али је увек школовала ученике економске, трговинске, туристичке, грађевинске, правно-биротехничке струке, занатлије и угоститеље. Школа има две школске зграде, стару зграду која је под заштитом Регионалног завода за заштиту споменика и нову зграду са фискултурном салом.

## Историјат
На молбу пожаревачког учитеља Живана Ковачевића, Попечитељство просвете је 11. августа 1850. донело Одобрење за оснивање Послено-трговачке школе која је са радом почела школске 1850/51, по наставном плану и програму Послено-трговачког училишта из Београда. Када је 1862. са радом почела Пожаревачка полугимназија, школа је укинута, а уместо ње су постојале Мушка занатлијска школа, Женска раденичка (занатска) школа и Трговачка школа Пожаревачке трговачке омладине (ПТО) која је представљала наставак некадашње Послено-трговачке школе Живана Ковачевића. Дом ПТО био је један од највећих домова трговачке омладине тадашње Србије и представља легат пожаревачких трговаца Саве Мирковића и Михаила Павловића. У тој згради се данас налази Политехничка школа. 
Пред Други светски рат у просторијама Трговачке школе ПТО почела је рад Државна трговачка академија, а нешто касније, педесетих година XX века, трговачки кадрови почели су се школовати у новоформираној Школи ученика у трговини. У школској 1949/50. години Државна трговачка академија мења свој назив у Економску средњу школу.
У току школске 1960/61. године, школа добија ново име: Школски центар за економско образовање кадрова. Школа се исељава из зграде Дома ПТО и пресељава у зграду Медицинске школе (раније Бановинске болнице), у којој и данас ради. 
Школа је 12. маја 1969. године променила назив у Економско школски центар „Жижа Лазаревић” по ученику Трговачке академије Живораду Жижи Лазаревићу који је пружао отпор немачкој окупацији и страдао у затвору 1943. године од последица мучења.
Године 1972. врши се интеграција Економског школског центра са Школом за квалификоване раднике након чега послује под називом Привредно-економски образовни центар у Пожаревцу. У оквиру исте парцеле, септембра 1977. школа добија нову зграду, а школске 1980/81. и фискултурну салу. 
Године 1995. мења назив у Економско-трговинска школа „Жижа Лазаревић”, а од 27. фебруара 2002. ради само под именом Економско-трговинска школа.

## Образовни профили
У оквиру школе стиче се образовање за следеће образовне профиле:
- Економски техничар
- Финансијски администратор
- Комерцијалиста
- Туристички техничар
- Трговински техничар
- Трговац
- Кувар
- Конобар
- Посластичар

- Пожаревац